# Felipe Bracamonte
 Felipe Dionisio Bracamonte (* 1935 in Diamante; † 4. Januar 2005 in San Felipe) war ein argentinischer Fußballspieler. Der Stürmer wurde 1966 Torschützenkönig der chilenischen Primera División.

## Karriere
Felipe Bracamonte begann in der Jugend bei den lokalen Vereinen San Martin 1949 und Colón von 1950 bis 1952. 1953 wechselte der Offensivakteur zu Sportivo Belgrano aus Córdoba, wo er nach guten Leistungen 1957 zu Estudiantes in den Profifußball kam. Nach weiteren Stationen in Argentinien bei All Boys 1960 und Quilmes AC von 1961 bis 1962 emigrierte Bracamonte ins Nachbarland Chile und schloss sich Unión San Felipe an. Dort wusste er durch Tore zu überzeugen und wurde 1966 gemeinsam mit Carlos Campos von Universidad de Chile mit 21 Treffern Torschützenkönig. Auch beim CD Magallanes 1967 erzielte Bracamonte elf Saisontore, kehrte 1968 aber wieder zu San Felipe zurück. Trotz seiner 16 Saisontore konnte Bracamonte den Abstieg seines Teams nicht verhindern. Er schloss sich Unión La Calera an, für das er zwei Spielzeiten auflief und dann seine Karriere beendete. 1974 kehrte er nochmal für Unión San Felipe auf den Platz zurück.

## Auszeichnungen
- Torschützenkönig der chilenischen Primera División: 1966